# Oleh Lysheha
Oleh Lycheha (en ukrainien : Олег Лишега ), né le 30 octobre 1949 à Tysmenytsia dans l'oblast d'Ivano-Frankivsk en Ukraine, mort le 17 décembre 2014 à Kiev, est un poète, dramaturge, traducteur et intellectuel ukrainien. 
Oleh Lycheha entre à l'Université de Lviv en 1968 ; au cours de sa dernière année, il en est expulsé pour sa participation à un cercle littéraire "non officiel", Lviv Bohema. En guise de punition, Lycheha est enrôlé dans l'armée soviétique et mis à l'écart. Pendant la période 1972-1988, il est interdit de publication officielle, mais en 1989 son premier livre Great Bridge (Velykyi Mist) est publié. Pour Les poèmes sélectionnés d'Oleh Lycheha, publié par le Harvard Ukrainian Research Institute, Lycheha et son co-traducteur James Brasfield de l'université d'État de Pennsylvanie, reçoivent le prix PEN de la poésie et sa traduction en 2000. Lycheha est le premier poète ukrainien à recevoir le prix PEN.

## Biographie
Oleh Lycheha nait en 1949 dans une famille d'enseignants à Tysmenytsia, un village des Carpates dans l'oblast d'Ivano-Frankivsk, en Ukraine. Vingt ans plus tard, Oleh Lycheha devient étudiant en langues étrangères à l'université de Lviv portant le nom du célèbre poète ukrainien Ivan Franko. En 1972, il en est expulsé et enrôlé de force dans l'armée soviétique pour avoir été membre de Lviv Bohema, un groupe dissident d'artistes de l'Université de Lviv. Après avoir servi dans l'armée, le poète retourne dans son village natal, et travaille dans une usine locale. 
Oleh Lycheha retourne ensuite à Lviv, et peu de temps après, déménage à Kiev où il se marie. Il occupe un poste d'employé technique à l'Institut théâtral de Kiev de Karpenko Karyi, mais il continue à écrire des poèmes et à effectuer des traductions. De 1997 à 1998, Oleh Lycheha est chercheur invité du programme Fulbright à Penn State en Pennsylvanie, aux États-Unis. Après son retour en Ukraine, le poète s'attelle à son œuvre abondante en poésie, en peinture et en sculpture ; il reprend ses allées et venues saisonnières entre la capitale et sa maison natale dans les montagnes des Carpates.

## Poèmes et traductions
À l'âge de quarante ans, Lycheha publie son premier recueil de poèmes, Great Bridge, en 1989. Cet ouvrage le place à l'avant-garde de la communauté poétique ukrainienne. Des années plus tard, après avoir rencontré son futur co-traducteur James Brasfield, Lycheha publie Les Poèmes Sélectionnés d'Oleh Lycheha (1999) rendant son œuvre accessible pour la première fois au lecteur anglais. Un chef-d'œuvre du drame ukrainien est la pièce de théâtre miracle d'Oleh Lycheha "Ami Li Po, Frère Tu Fu" incluse dans la deuxième section de la publication anglaise de 1999. Treize ans après son premier travail, Lycheha publie "Vers neige et feu" (2002). 
Un autre facette des contributions artistiques de Lycheha réside dans le domaine de la traduction. Il traduit en ukrainien des œuvres de TS Eliot et d'Ezra Pound. Oleh Lycheha est également le co-auteur d'un livre de traductions du chinois, "Les Histoires de l'Ancienne Chine".

### Les poèmes choisis d'Oleh Lycheha (1999)
Les critiques littéraires ont écrit que «Les poèmes choisis d'Oleh Lycheha» - les traductions anglaises de Lycheha - n'ont rien de commun avec la tradition poétique ukrainienne. Comme le note Bondar, la poésie de Lycheha est « influencée par la philosophie naturelle, la méditation chamanique, le déni total d'un monde technocratique et l'évasion ». L'éditeur de Lyshaha, Harvard University Press, décrit l'œuvre du poète comme « innervée par le transcendantalisme et l'introspection zen, avec des méditations sur l'essence de l'expérience humaine et la place de l'homme dans la nature ».
Quel que soit le style, Lycheha et Brasfield ont reçu le prix PEN 2000 de la poésie traduite. Une remise du prix a eu lieu le 15 mai 2000 au Walter Reade Theatre du Lincoln Center for the Performing Arts à New York. Les poèmes ont été sélectionnés par Oleh Lycheha lui-même et suivent la trajectoire de sa carrière littéraire. Le livre est divisé en trois parties. La première section contient des poèmes plus courts. La deuxième section est une pièce spirituelle, brève et en trois actes, principalement en prose, Ami Li Po, Frère Tu Fu. La troisième section se compose de poèmes narratifs plus longs et plus discursifs.

## Groupe Yara Arts

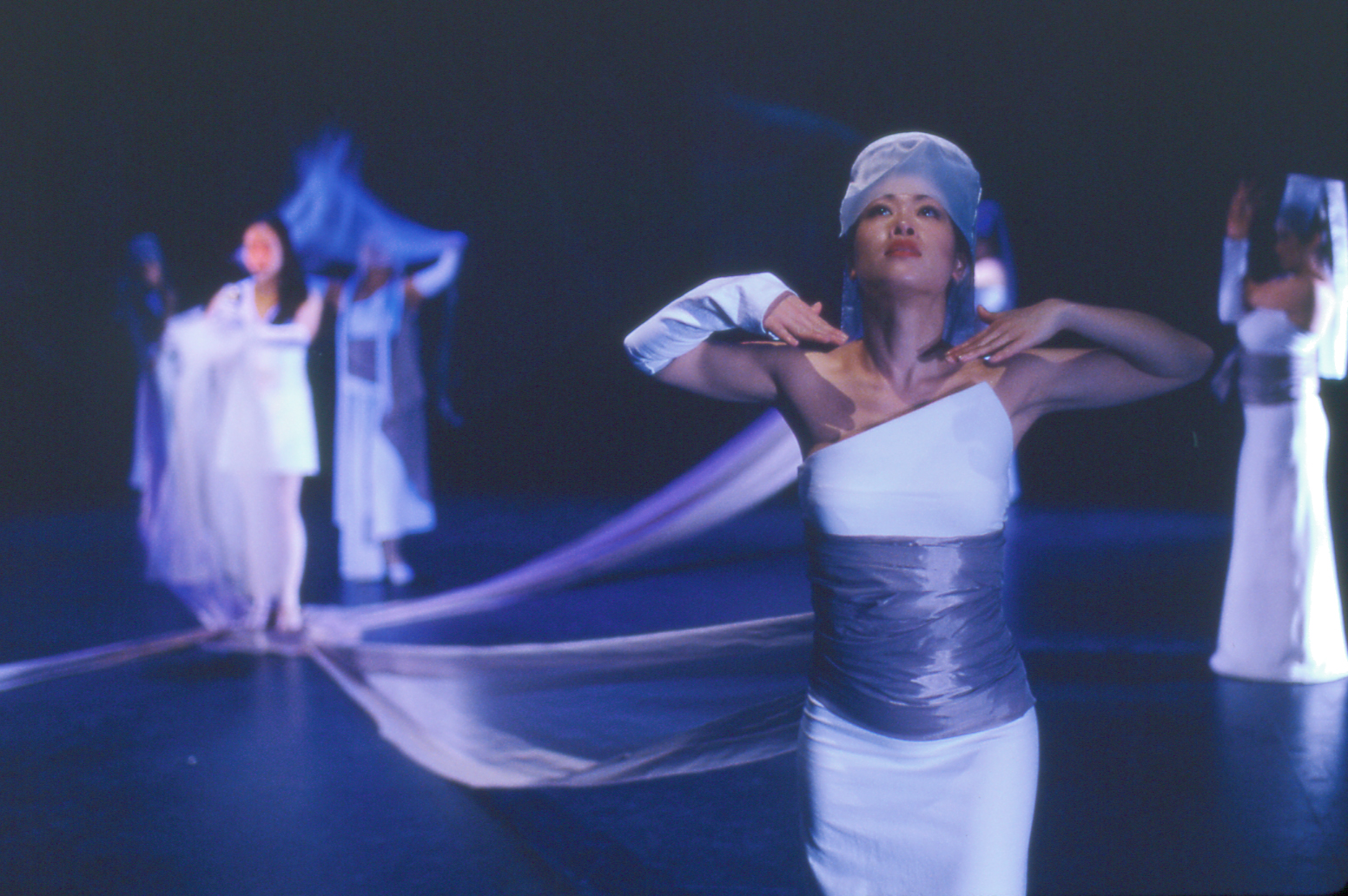
Cercle mis en scène par Yara Arts Group, 1999.

Virlana Tkacz et Wanda Phipps commencent à traduire l'œuvre d'Oleh Lycheha en 1991 lorsque Yara Arts Group interprète des versions bilingues de ses poèmes Song 212 et Song 2 à l'Ukrainian Institute of America à New York. Cet été-là, Virlana Tkacz met en scène le poème en prose de Lycheha Montagne à l'atelier de théâtre de Yara à Harvard. Pendant plusieurs années, dans les ateliers d'été de Harvard, elle met en scène des fragments de la pièce de Lycheha Ami Li Po, Frère Tu Fu, ses poèmes Swan, Bear et De Luminis extraits de Adamo et Diana. En 1998, le Yara Arts Group présente Une célébration de la poésie d'Oleh Lycheha.
En 2003, Virlana Tkacz met en scène Swan en tant que production complète au La MaMa Experimental Theatre de New York, interprété par les artistes Yara Andrew Colteaux et Soomi Kim. La musique est de Paul Brantley, la conception de Watoku Ueno et la vidéo par Andrea Odezynska. Le critique du Village Voice émet un jugement positif sur la performance vibrante d'Andrew Colteaux servant le poème par la parole et le mouvement.
La pièce Swan mise en scène par Yara Arts est jouée ensuite à Harvard. Le critique littéraire Dzvinka Matiash, écrit dans Komentar de Kiev que « La production de Swan est une traduction virtuose du texte de Lycheha », allant jusqu'à traduire la poésie « dans les langues de la musique, de la lumière, de l'image, du mouvement corporel et de la voix humaine ».
Le groupe Yara met en scène en 2011 le poème Raven d'Oleh Lycheha, qui est nommé pour un prix du New York Innovative Theatre pour le design. En 2013, Yara crée Dream Bridge, qui incorpore les premiers poèmes de Lycheha, et l'interprète au Kirghizistan, à Kiev et à New York au La MaMa Experimental Theatre.
Les traductions par Virlana Tkacz et Wand Phipps des œuvres de Lycheha sont publiées dans les revues Index on Censorship, Visions International, dans les anthologies Cent ans de jeunesse et Sous un jour différent, et sur les sites Web de Poetry International et de Yara Arts Group.